# Ragnar Olson (konstnär)
Knut Ragnar Olson, född 2 mars 1884 i Göteborg, död 28 juni 1949 i Göteborg, var en svensk målare.
Han var son till muraren Carl Edvard Olson och Emma Windler född Salomonsson. Olson kom som 18-åring till Amerika där han arbetade inom flera olika verksamheter för att tjäna ihop pengar för studier. Han studerade konst vid en konstskola 1908. Han var under flera år bosatt i New York och ställde då ur separat ett flertal gånger. När han återkom till Sverige ställde han ut separat i Stockholm 1939, Göteborg och Malmö 1948 samt i ett antal samlingsutställningar. Han tilldelades Salmagundiklubbens pris 1944. Hans konst består av mariner, hamnmotiv och landskapsmålningar från Bohuslän utförda i olja eller akvarell. En minnesutställning med hans konst visades på Folkets hus i Göteborg 1952. 